# Svärtningskurva
Svärtningskurva är en grafisk framställning av hur ljuskänsligt material (film eller papper) reagerar på ljus (exponering) genom svärtning.

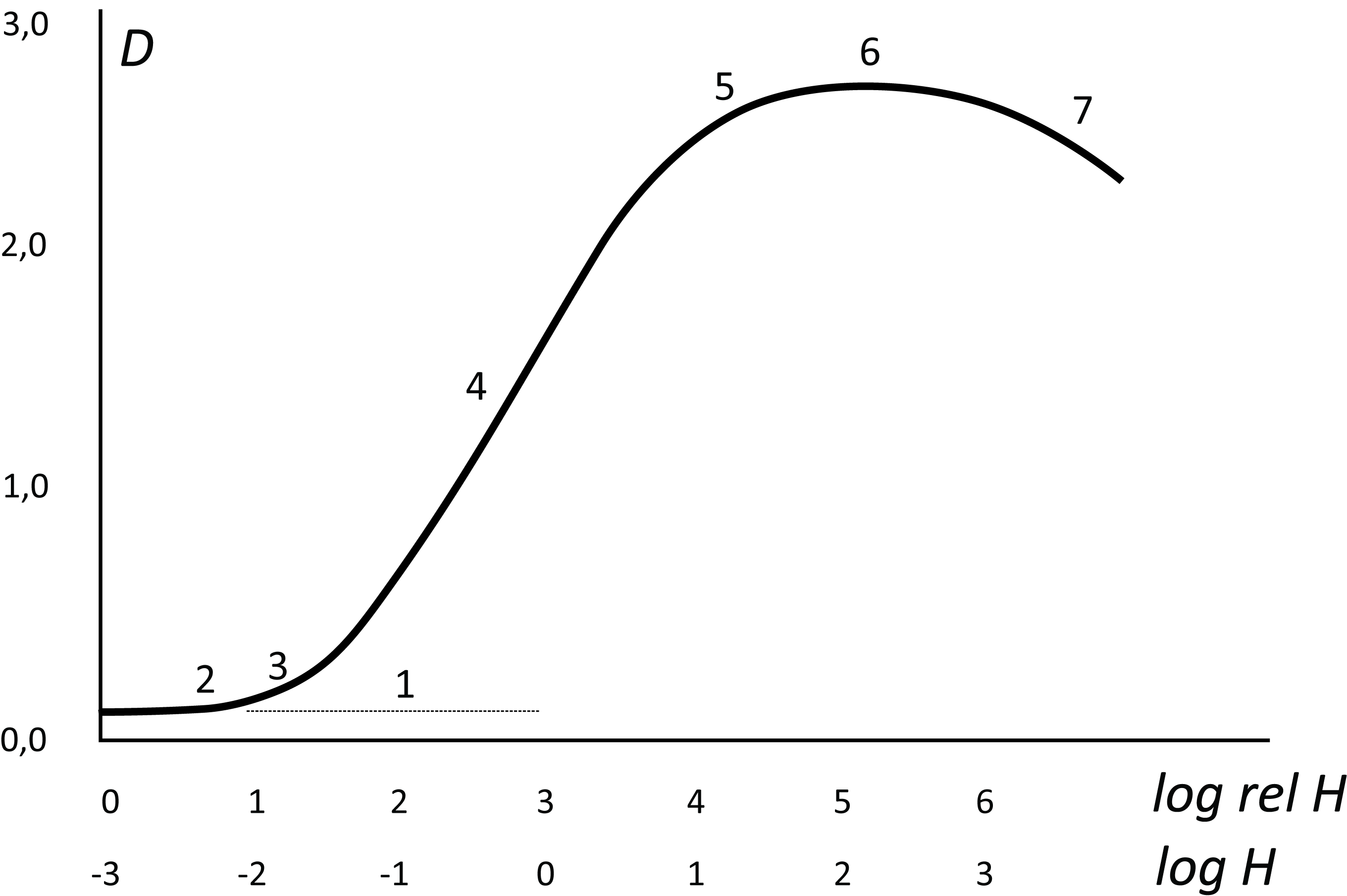
Svärtningskurva där siffrorna betecknar:
1 filmens grundslöja (grundsvärtning utan exponering)
2 den punkt där filmen börjar reagera på ljus
3 det område där kopieringsbara detaljer kan urskiljas
4 den punkt (område) där kurvan har rätats ut och filmen reagerar likformigt
5 den punkt (område) där filmens känslighet för exponeringsskillnader avtar och detaljåtergivningen avtar
6 filmens maximala svärtning
7 solarisationsområdet.

Exponeringen (H) brukar avsättas på den horisontella axeln och anges logaritmiskt. Detta är nödvändigt för att motivet skall få samma exponeringsomfång på exponeringsaxeln, oberoende av allmänljusets styrka. En logaritmisk skala överensstämmer också med hur ögat uppfattar skillnader i ljusstyrka.
På den vertikala axeln (svärtningsskalan) avsätts den uppmätta svärtningen. D på skalan i figuren står för densitet.
Vid uppritandet av en svärtningskurva utgår man från mätningar vid olika exponeringar. De olika exponeringsstegen man vill mäta upp får man genom att stegvis och på kontrollerat sätt exponera en remsa (gråkil) olika mycket på olika delar. Man kan också exponera materialet genom att lägga en färdig gråkil på testmaterialet eller ta en bild på en "testbild" som innehåller en färdig gråkil med bestämda fält med olika svärtning.
Filmen eller papperet exponeras, framkallas och kopieras till färdig bild. Svärtningen uppmäts med densitometer och sammanhängande punktpar avsätts i figuren. En svärtningskurva kan sedan ritas upp, se figur.
.

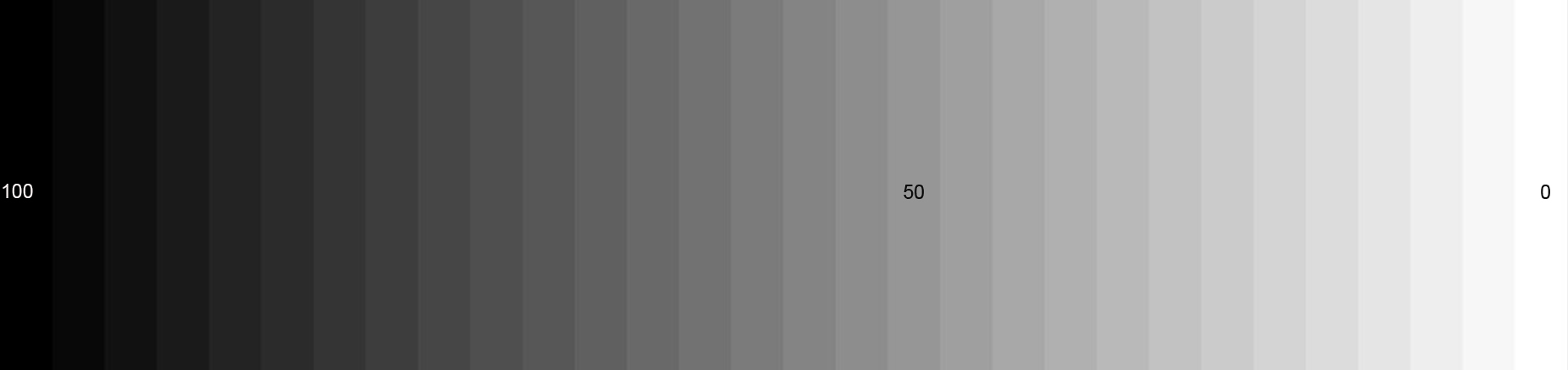
Gråkil från 100 - 0 i 30 steg

För fotografiska ändamål vill man ligga i området 3 till 5. Genom val av olika framkallningsmetodik kan kurvans lutning varierar. En stark lutning på kurvan kan ses till exempel på litografisk film som används för reproduktionsfotografering och där man önskar en hög kontrast. Önskar man en mjukare återgivning, till exempel för att kompensera för hårda kontraster i motivet, väljer man fotografiskt material och framkallningsmetod som ger en svagare lutning på svärtningskurvan.
Ligger återgivningen av de viktigaste delarna i motivet i område 3 talar man om underexponering och på motsvarande sätt för område 5 överexponering.
Solarisationsområdet är det område på kurvan där en ökad exponering ger en minskad svärtning.

## Användningsområden
Svärtningskurvan kan användas för att till exempel bedöma olika framkallares funktion vid olika tid och temperatur eller kontrollera känsligheten hos fotografiskt material. Svärtningskurvan kan också användas för att vidimera en reproduktions trogenhet mot originalet.